# Lehtisenselkä
Lehtisenselkä är ett sund i Finland. Det ligger i Fredrikshamn i landskapet Kymmenedalen, i den södra delen av landet, 140 km öster om huvudstaden Helsingfors.